# Антоніо Гісланцоні
Антоніо Гісланцоні (італ. Antonio Ghislanzoni; нар. 25 листопада 1824, Лекко — пом. 16 липня 1893, Бергамо) — італійський прозаїк, журналіст і лібретист, найбільш відомий як автор лібретто опери Джузеппе Верді «Аїда» (1870).
Був вигнаний з гімназії за погану поведінку, потім учився на медичному факультеті університету в Павії, але курсу не закінчив. Деякий час співав на оперній сцені. В 1848 р. під впливом Джузеппе Мадзіні видавав в Мілані газету, що пропагувала республіканські ідеї, потім був змушений емігрувати до Швейцарії, в подальшому був заарештований в Римі. В 1850-ті рр., повернувшись до Мілану, змінив напрямок журналістської активності в сторону музики, очолював видання Italia musicale та, в 1866–1871 рр., Gazzetta musicale di Milano. Із середини 1860-х рр. повністю переключився на письменництво. Опублікувавши ряд романів, з котрих найбільш відомий роман, що описує театральне життя — роман «Артисти театру» (італ. Gli artisti da teatro; 1865). Написав близько 85 оперних лібретто — окрім «Аїди», найбільш відомі друга редакція лібретто опери Верді «Сила долі» (1869), «Едме» Альфредо Каталані (1866) та «Литовці» Амількаре Понк'єллі (1874).

Також Гісланцоні є автором фантастичної повісті «Абракадабра - історія майбутнього (1864-65)» (Abrakadabra - storia dell'avvenire)(1884). Цей твір та інші оповідання гумористичної фантастики роблять його одним з перших авторів італійських письменників-фантастів. Повысть починається з цікавої історії-прологу, яка насправді являє собою вигаданий розповідь про рішення Гісланцоні написати книгу. Таким чином, простий факт, що Гісланцоні - лібретист «Аїди» - написав науково-фантастичний роман, в Мілані в 1982 році саме по собі нереально. Додайте до цього моторошні передбачення ("в той час - я кажу про 1977 - Європейський Союз був доконаним фактом"), зокрема наявність фантастичної стімпанк-машини і уявні романтичні реалії майбутнього.